# گرانش تانسور-بردار-نرده‌ای
گرانش تنسور-بردار-نرده‌ای (TeVeS), توسعه یافته توسط یاکوب بکنشتاین در سال ۲۰۰۴, یک تعمیم نسبیتی از موتی میلگرام دینامیک نیوتونی اصلاح‌شده (MOND) است.
ویژگی‌های اصلی TeVeS را می‌توان به صورت زیر خلاصه کرد:
- همان‌طور که از اصل کنش حاصل می‌شود، TeVeS از قانون پایستگی پیروی می‌کند؛
- در گرانش خطی‌شده از کره متقارن، راه حل استاتیک، TeVeS فرمول شتاب MOND را مجدد ایجاد می‌کند؛
- TeVeS از مشکلات قبلی برای تعمیم MOND اجتناب می‌کند، همانند انتشار سریع‌تر از نور؛
- از آنجا که یک نظریه نسبی است می‌تواند با همگرایی گرانشی تطبیق پیدا کند.

این نظریه بر اساس مواد زیر است:
- یک واحد میدان برداری؛
- یک دینامیک میدان نرده‌ای؛
- یک میدان نرده ای غیردینامیک؛
- یک ماده لاگرانژی ساخته شده با استفاده از جایگزینی واحدهای متریک;
- یک تابع بدون بعد دلخواه.

ترکیب همه این عناصر منجر به چگالی نسبیتی لاگرانژین (نظریه میدان) می‌شود، که اساس نظریه TeVeS را تشکیل می‌دهد.

## جزییات
MOND یک پدیده اصلاحی از قانون شتاب نیوتنی است. در نظریه قانون جهانی گرانش نیوتن، شتاب گرانشی در میدان استاتیک کروی متقارن، از نقطه جرم {\displaystyle M} در فاصله {\displaystyle r} از مبدأ را به صورت زیر می‌توان نوشت:
{\displaystyle a=-{\frac {GM}{r^{2}}},}
که {\displaystyle G} ثابت گرانش است. نیروی متناظر عمل کننده بر جرم آزمایش {\displaystyle m} از فرمول زیر بدست می‌آید:
{\displaystyle F=ma.}
برای محاسبه منحنی چرخش غیرمعمول کهکشان مارپیچ، میلگرم اصلاح این قانون نیرو را در فرم پیشنهاد کرد:
{\displaystyle F=\mu \left({\frac {a}{a_{0}}}\right)ma,}
که {\displaystyle \mu (x)} یک تابع دلخواه تحت شرایط زیر است:
{\displaystyle \mu (x)={\begin{cases}1&|x|\gg 1\\x&|x|\ll 1\end{cases}}}
در این حالت، MOND یک نظریه کامل نیست: برای مثال قانون حفاظت از تکانه را نقض می‌کند.
با این حال، چنین قوانین حفاظتی برای نظریه‌های فیزیکی که با استفاده از یک اصل عمل مشتق شده‌اند. این بکنشتاین را به سمت اولین تعمیم غیرنسبیتی MOND سوق داد. این نظریه، AQUAL نام گذاری شد (A QUAdratic Lagrangian) که برپایه لاگرانژ است.
{\displaystyle {\mathcal {L}}=-{\frac {a_{0}^{2}}{8\pi G}}f\left({\frac {|\nabla \Phi |^{2}}{a_{0}^{2}}}\right)-\rho \Phi ,}
که {\displaystyle \Phi } پتانسیل گرانشی نیوتن است، {\displaystyle \rho } چگالی جرم است، و {\displaystyle f(y)} یک تابع بدون بعد است.
در کره متقارن با میدان گرانشی ایستا، قانون شتاب MOND پس از جایگزینی با {\displaystyle a=-\nabla \Phi } و {\displaystyle \mu ({\sqrt {y}})=df(y)/dy} به صورت جدید تغییر می‌کند.
بکنشتاین همچنین دریافت که AQUAL را می‌توان به عنوان محدودیت غیر وابسته به یک نظریه زمینه نسبیتی به دست آورد. این نظریه به لحاظ لاگرانژی نوشته شده که شامل، علاوه بر عمل انیشتین-هیلبرت برای میدان متریک {\displaystyle g_{\mu \nu }}، شرایط مربوط به یک واحد میدان برداری {\displaystyle u^{\alpha }} و دو میدان نرده ای {\displaystyle \sigma } و {\displaystyle \phi }, از هر کدام فقط {\displaystyle \phi } داینامیک است. The عمل TeVeS، بنابراین می‌تواند به صورت زیر نوشته شود:
{\displaystyle S_{\mathrm {TeVeS} }=\int \left({\mathcal {L}}_{g}+{\mathcal {L}}_{s}+{\mathcal {L}}_{v}\right)d^{4}x.}
اصطلاحات این عمل عبارتند از لاگرانژ انیشتین-هیلبرت (با استفاده از علایم متریک {\displaystyle [+,-,-,-]} و جایگزینی سرعت نور با {\displaystyle c=1}):
{\displaystyle {\mathcal {L}}_{g}=-{\frac {1}{16\pi G}}R{\sqrt {-g}},}
که {\displaystyle R} خمش نرده‌ای است و {\displaystyle g} تعیین‌کننده تنسور متریک است.
لاگرانژ میدان نرده ای:
{\displaystyle {\mathcal {L}}_{s}=-{\frac {1}{2}}\left[\sigma ^{2}h^{\alpha \beta }\partial _{\alpha }\phi \partial _{\beta }\phi +{\frac {1}{2}}{\frac {G}{l^{2}}}\sigma ^{4}F\left(kG\sigma ^{2}\right)\right]{\sqrt {-g}},}
که {\displaystyle h^{\alpha \beta }=g^{\alpha \beta }-u^{\alpha }u^{\beta },l} ثابت طول است، {\displaystyle k} یک پارامتر بدون بعد است و {\displaystyle F} یک تابع بدون بعد نامشخص است؛ در این حالت لاگرانژ میدان برداری به صورت زیر است:
{\displaystyle {\mathcal {L}}_{v}=-{\frac {K}{32\pi G}}\left[g^{\alpha \beta }g^{\mu \nu }\left(B_{\alpha \mu }B_{\beta \nu }\right)+2{\frac {\lambda }{K}}\left(g^{\mu \nu }u_{\mu }u_{\nu }-1\right)\right]{\sqrt {-g}}}
که {\displaystyle B_{\alpha \beta }=\partial _{\alpha }u_{\beta }-\partial _{\beta }u_{\alpha },} تا زمانی که {\displaystyle K} یک پارامتر بدون بعد باشدr. {\displaystyle k} و {\displaystyle K} به ترتیب ثابت‌های همبستگی نرده ای و برداری نظریه هستند. سازگاری بین مغناطیس گرانشی از نظریه TeVeS و مقادیری که توسط نسبیت عام پیش بینی و اندازه‌گیری شده منجر به  {\displaystyle K={\frac {k}{2\pi }}.} می‌شود.
به‌طور خاص، {\displaystyle {\mathcal {L}}_{v}} ترکیب یک ضریب لاگرانژ و شرط گارانتی کردن میدان برداری که یک واحد برداری می‌باشد.
تابع {\displaystyle F} در TeVeS نامشخص است.
TeVeS همچنین «متریک فیزیکی» را با فرم جدیدی معرفی می‌کند:
{\displaystyle {\hat {g}}^{\mu \nu }=e^{2\phi }g^{\mu \nu }-2u^{\alpha }u^{\beta }\sinh(2\phi ).}
عمل ماده معمولی با استفاده از متریک فیزیکی به صورت زیر تعریف می‌شود:
{\displaystyle S_{m}=\int {\mathcal {L}}\left({\hat {g}}_{\mu \nu },f^{\alpha },f_{|\mu }^{\alpha },\ldots \right){\sqrt {-{\hat {g}}}}d^{4}x,}
که مشتق کواریان با توجه به {\displaystyle {\hat {g}}_{\mu \nu }} و نشان دادن آن توسط علامت {\displaystyle |} می‌باشد.
TeVeS مشکلات مربوط به تلاش‌های قبلی برای تعمیم MOND، مانند انتشار فوقانی شعاعی را حل می‌کند. در مقاله اون، در مقاله خود، بکنشتاین اثرات TeVeS در رابطه با لنزهای گرانشی و کیهان‌شناسی را مورد بررسی قرار داده‌است.

## مشکلات و انتقادات
علاوه بر توانایی آن جهت محاسبه منحنی چرخش تخت کهکشان‌ها (اگر چه MOND در اصل برای پاسخ به این موضوع طراحی شده بود)، TeVeS مدعی سازگاری با طیف وسیعی از دیگر پدیده‌های مانند همگرایی گرانشی و مشاهدات کیهانی است. با این حال، Seifert نشان داد که با پارامترهای پیشنهادی بکنشتاین، یک ستاره TeVeS بسیار ناپایدار است، در مقیاسی حدود106 ثانیه (دو هفته). توانایی نظریه به‌طور همزمان برای دینامیک‌های کهکشانی و لنزینگ نیز مورد چالش قرار گرفت. یک راه حل ممکن شاید حالت پرجرم (حدود 2eV) نوترینو باشد.
یک مطالعه در ماه اوت ۲۰۰۶ گزارش داد که یک جفت خوشه کهکشانی در حال برخورد، خوشه گلوله است که رفتار آن گزارش شده‌است با هیچ تئوری گرانش اصلاح جاری سازگار نیست [۸].
یک مطالعه در ماه اوت ۲۰۰۶ گزارش داد که یک جفت خوشه کهکشانی در حال برخورد، خوشه گلوله، که رفتار آن گزارش شده، با هیچ‌کدام از نظریه‌های گرانشی اصلاح شده تطابق ندارد.
یک مقدار {\displaystyle E_{G}} کاوش نسبیت عام (GR) در مقیاس بزرگ (یک صد میلیارد برابر سیستم خورشیدی) برای اولین بار با داده‌های نقشه‌برداری آسمانی دیجیتال اسلون اندازه‌گیری شد. که {\displaystyle E_{G}=0.392\pm {0.065}} (~۱۶٪) مطابق با GR, GR بعلاوه لامبدا-سی_دی_ام و شکل گسترده‌تر GR شناخته می‌شود به عنوان {\displaystyle f(R)} نظریه، اما پیش بینی مدل TeVeS را رد می‌کند {\displaystyle E_{G}=0.22}. این تقریب با نسل بعدی پیمایشگرهای آسمان می‌بایست به حدود ~۱٪ بهبود پیدا کند و ممکن است محدودیت‌های بیشتری بر روی پارامترهای فضا، همه نظریه‌های گرانشی اصلاح شده را تحت فشار قرار دهد.

## برای مطالعهٔ بیشتر
- Bekenstein, J. D.; Sanders, R. H. (2006), "A Primer to Relativistic MOND Theory", EAS Publications Series, 20: 225–230, arXiv:astro-ph/0509519, Bibcode:2006EAS....20..225B, doi:10.1051/eas:2006075
- Zhao, H. S.; Famaey, B. (2006), "Refining the MOND Interpolating Function and TeVeS Lagrangian", The Astrophysical Journal, 638 (1): L9–L12, arXiv:astro-ph/0512425, Bibcode:2006ApJ...638L...9Z, doi:10.1086/500805
- Dark Matter Observed (SLAC Today)
- Einstein's Theory 'Improved'? ( PPARC )
- Einstein Was Right: General Relativity Confirmed ' TeVeS, however, made predictions that fell outside the observational error limits', (Space.com)